# Alfons Waltzog
Alfons Waltzog (* 24. Dezember 1910 in Spandau bei Berlin; † 22. April 1981 in Grabenstätt, Landkreis Traunstein) war ein deutscher Politiker (CDU).
Waltzog besuchte das Kant-Gymnasium in Spandau und machte 1929 dort das Abitur. Anschließend studierte er Rechts- und Staatswissenschaften in Berlin und Marburg. Seit 1929 war er Mitglied der katholischen Studentenverbindung KDStV Bavaria Berlin, später schloss er sich noch der KAV Suevia Berlin und der KDStV Borusso-Saxonia Berlin, jeweils im CV an. 1933 wurde er Referendar im Kammergerichtsbezirk Berlin und wurde 1936 zum Dr. jur. promoviert. Bereits 1934 war Waltzog Mitglied der SA und ab 1937 Mitglied der Nationalsozialistischen Deutschen Arbeiterpartei (NSDAP). 1938 wurde er Kriegsrichter und im folgenden Jahr Kriegsgerichtsrat, 1944 zum Oberfeldrichter bei der Luftwaffe befördert.
Nach dem Zweiten Weltkrieg kehrte Waltzog nach Berlin zurück und wurde Organist und Chordirigent an der katholischen Johannes-Basilika. 1947 beantragte er bei der Alliierten Kommandantur seine Entnazifizierung, die aber zunächst abgelehnt wurde. Zwei Jahre später erhielt er im amerikanischen Sektor die Zulassung als Rechtsanwalt, später ab 1957 auch als Notar.
Bei der Berliner Wahl 1950 wurde Waltzog in die Bezirksverordnetenversammlung im Bezirk Wilmersdorf gewählt. Bei der folgenden Wahl 1954 wurde er in das Abgeordnetenhaus von Berlin gewählt, dem er bis 1971 angehörte.
1968 wurde Waltzog mit dem Verdienstkreuz am Bande der Bundesrepublik Deutschland ausgezeichnet.